# 2007년 뉴욕 영화제
제45회 뉴욕 영화제는 2007년 9월 28일에 열린 시상식이다.

## 수상 (비경쟁)

### 장편 영화
- 4개월, 3주... 그리고 2일 - 크리스티안 문주
- 여배우들 - 발레리아 브루니 테데스키
- 알렉산드라 - 알렉산더 소쿠로프
- The Axe in the Attic - Ed Pincus 외 1명
- 악마가 너의 죽음을 알기 전에 - 시드니 루멧
- Blade Runner: The Final Cut - 리들리 스콧
- 칼레 산타 페 - 카르멘 카스틸로
- 다즐링 주식회사 - 웨스 앤더슨
- 잠수종과 나비 - 줄리앙 슈나벨
- 빨간 풍선 - 허우 샤오시엔
- 둘로 잘린 소녀 - 끌로드 샤브롤
- 고 고 테일스 - 아벨 페라라
- 그래도 내가 하지 않았어 - 수오 마사유키
- 아임 낫 데어 - 토드 헤인즈
- 실비아의 도시 - 호세 루이스 구에린
- 미스트리스 - 카트린 브레야
- 런던에서 온 사나이 - 벨라 타르
- 마고 앳 더 웨딩 - 노아 바움백
- 결혼 생활 - 아이라 잭스
- 미스터 웜스 - 돈 리클스 프로젝트 - 존 랜디스
- 노인을 위한 나라는 없다 - 에단 코엔 외 1명
- 오퍼나지 - 비밀의 계단 - 후안 안토니오 바요나
- 파라노이드 파크 - 구스 반 산트
- 페르세폴리스 - 뱅상 파로노드
- 편집하다 - 브라이언 드 팔마
- 로맨스 - 에릭 로메르
- 밀양 - 이창동
- 침묵의 빛 - 카를로스 레이가다스
- 무용 - 지아장커

### 스페셜 이벤트
- 파두 - 카를로스 사우라
- 모호크족의 북소리 - 존 포드
- 리브 허 투 헤븐 - 존 M. 스탈
- 햄릿 - Heinz Schall
- 철마 - 존 포드
- Bob Dylan Live at the Newport Folk Festival - 머레이 러너
- 톰 페티 앤 더 하트브레이커스 - 피터 보그다노비치
- 암흑가 - 조세프 본 스텐버그

### 전위 예술 부문
- All That Rises - Daichi Saito
- The Coming Race - 벤 리버스
- Surging Sea of Humanity - 켄 제이콥스
- 블랙 앤 화이트 트립스 넘버 쓰리 - 벤 러셀
- Energie! - 토르스텐 플레쉬
- North Shore - Fred Worden
- Armoire - Vincent Grenier
- Finestra davanti ad un albero - Paolo Gioli
- Transit of Venus - Nicky Hamlyn
- Observando el Cielo - Jeanne Liotta
- The Hyrcynium Wood - 벤 리버스
- 님프 - 켄 제이콥스
- Anonimatografo - Paolo Gioli
- What the Water Said 4-6 - David Gatten
- How to Conduct a Love Affair - David Gatten
- Tziporah - Abraham Ravett
- Phantom - Luke Sieczek
- Rehearsals for Retirement - Phil Solomon
- Last Days In a Lonely Place - Phil Solomon